# Essener Aussichten

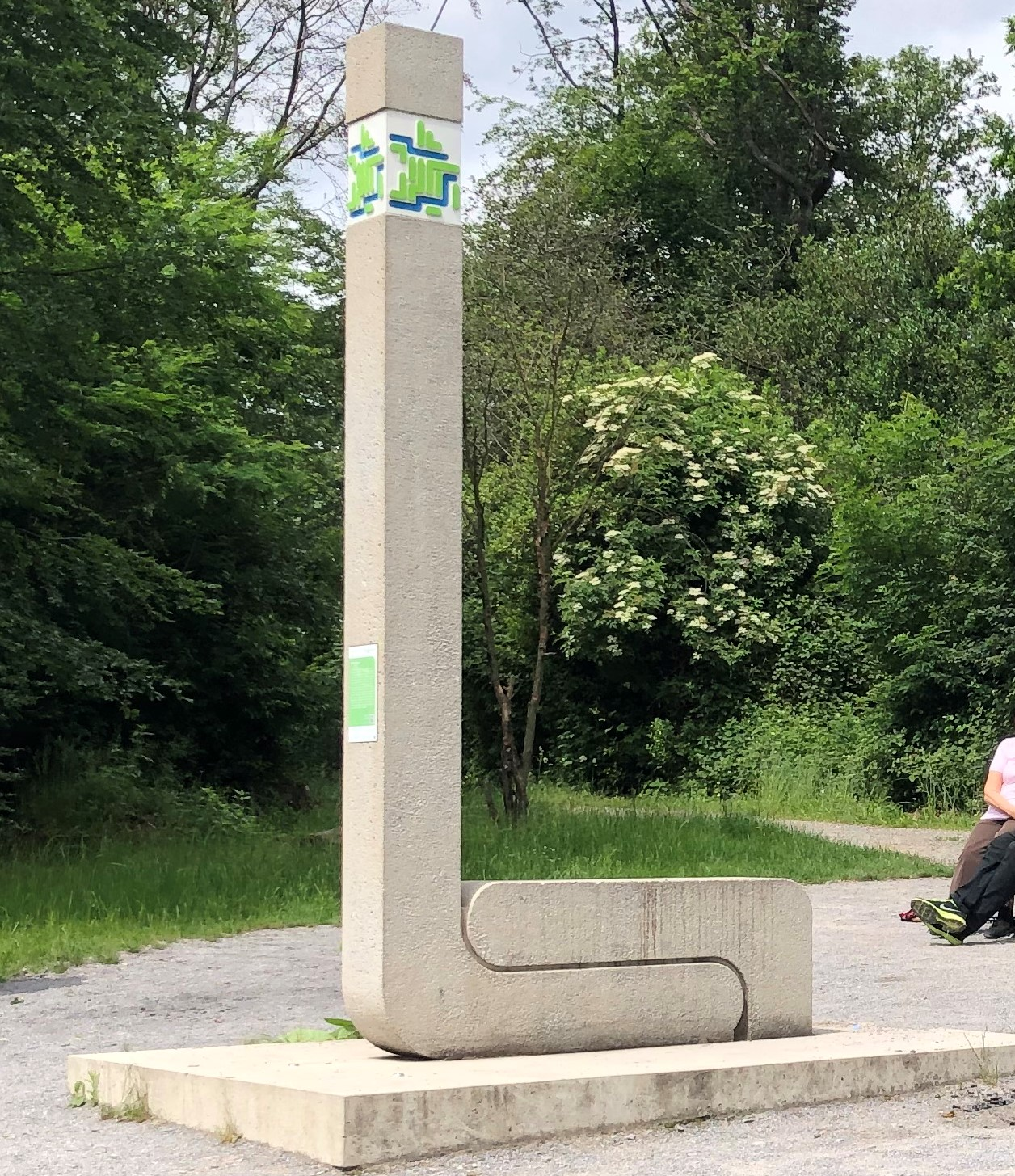
Stele auf der Korte-Klippe oberhalb des Baldeneysees

Die Essener Aussichten sind 30 Aussichtspunkte im gesamten Stadtgebiet von Essen.

## Charakter
Von den im Jahr 2017 aufgestellten und durch das Land Nordrhein-Westfalen finanzierten Aussichtspunkten aus ist jeweils eine bestimmte Sicht über Teile der Stadt und teils auch des Umlands möglich. Sie sollen allen Bürgern und Besuchern zeigen, dass die Stadt nicht nur im Süden, sondern durch und durch grün ist. Alle Punkte sind mit einer Stele, einer Sitzgelegenheit und einer Informationstafel markiert, von denen letztere einen QR-Code trägt, über den aus dem Internet weitere Informationen zu den Orten abgerufen werden können.
Das obere Ende jeder Stele ziert auf jeder der vier Seiten das Logo der Grünen Hauptstadt Europas, das die Stadt Essen für den Erhalt des Titels als Umwelthauptstadt 2017 kreiert hatte. Es zeigt die grünen Flächen des Stadtgebiets zwischen zwei blauen Bändern, die die Ruhr im Süden und den Rhein-Herne-Kanal im Norden symbolisieren.

## Standorte
Von Nord nach Süd sind folgende Aussichtspunkte zu finden:

| Nr. | Aussicht                                         | Stadtteil       | Koordinaten            |
| --- | ------------------------------------------------ | --------------- | ---------------------- |
| 1   | Halde Mathias Stinnes                            | Karnap          | 51.52943 / 7.00751 ⊙   |
| 2   | Schurenbachhalde                                 | Altenessen-Nord | 51.51148 / 7.01667 ⊙   |
| 3   | Grünanlage Münstermannstraße                     | Gerschede       | 51.48352 / 6.93684 ⊙   |
| 4   | Volkspark Phoenixhalde                           | Bochold         | 51.48037 / 6.98089 ⊙   |
| 5   | Mechtenberg, Bismarckturm                        | Kray            | 51.47936 / 7.08798 ⊙   |
| 6   | Gewerbepark M1                                   | Altenessen-Süd  | 51.47863 / 6.99094 ⊙   |
| 7   | Friedhof am Hallo                                | Schonnebeck     | 51.47719 / 7.05545 ⊙   |
| 8   | Aussichtspunkt am Hallo                          | Stoppenberg     | 51.47397 / 7.0464 ⊙    |
| 9   | Hangetal                                         | Stoppenberg     | 51.46696 / 7.03637 ⊙   |
| 10  | Niederfeldsee/Alter Brückenkopf Niederfeldstraße | Altendorf       | 51.46614 / 6.97727 ⊙   |
| 11  | Niederfeldsee/Alter Brückenkopf Grieperstraße    | Altendorf       | 51.46597 / 6.97282 ⊙   |
| 12  | Krupp-Park Nord                                  | Westviertel     | 51.461232 / 6.987511 ⊙ |
| 13  | Heißener Straße/Brausewindhang                   | Schönebeck      | 51.4514 / 6.94031 ⊙    |
| 14  | Stadtgarten Steele                               | Steele          | 51.44343 / 7.06787 ⊙   |
| 15  | Fünfkirchenblick                                 | Bergerhausen    | 51.43758 / 7.05881 ⊙   |
| 16  | Ruhrblick                                        | Überruhr-Hinsel | 51.42941 / 7.08785 ⊙   |
| 17  | Beekmannstraße / Scheidtstraße                   | Fulerum         | 51.42547 / 6.95567 ⊙   |
| 18  | Charlottenstraße                                 | Burgaltendorf   | 51.42011 / 7.10437 ⊙   |
| 19  | Kirchstraße                                      | Burgaltendorf   | 51.41261 / 7.11245 ⊙   |
| 20  | Korte-Klippe                                     | Heisingen       | 51.4083 / 7.04167 ⊙    |
| 21  | Freiherr-vom-Stein-Straße                        | Bredeney        | 51.40819 / 7.02659 ⊙   |
| 22  | Friedhof Werden II                               | Werden          | 51.39753 / 7.00871 ⊙   |
| 23  | Byfanger Wasserturm                              | Byfang          | 51.39623 / 7.10835 ⊙   |
| 24  | Am Schmalscheid                                  | Fischlaken      | 51.39585 / 7.02589 ⊙   |
| 25  | Heissiwald                                       | Bredeney        | 51.39121 / 6.99522 ⊙   |
| 26  | Buchholz-Hof                                     | Schuir          | 51.38962 6.94346 ⊙     |
| 27  | Rehmanns Hof                                     | Kupferdreh      | 51.38011 / 7.07124 ⊙   |
| 28  | Kettwiger Stadtwald                              | Kettwig         | 51.37308 / 6.95935 ⊙   |
| 29  | Am Bilstein                                      | Kettwig         | 51.36607 / 6.95533 ⊙   |
| 30  | Aussichtspunkt auf dem Pasberg                   | Kettwig         | 51.35605 / 6.95382 ⊙   |

## Essener Wandersteige
Auf dem Gebiet der Stadt Essen bieten vier markierte Wandersteige die Gelegenheit einige der Essener Aussichten anzusteuern.
- Baldeneysteig
- Deilbachsteig
- Kettwiger Panoramasteig
- Zollvereinsteig